# 음력 10월 12일
음력 10월 12일은 음력 10월의 12번째 날이다.

## 탄생
- 1924년 - 대한민국의 가톨릭 대주교 윤공희.
- 1961년 - 대한민국의 전 야구선수, 현 야구감독 김성갑.
- 1967년 - 대한민국의 배우 이문식.
- 1992년 - 대한민국의 전 가수 유라.

## 같이 보기
- 음력 360일: 1월 2월 3월 4월 5월 6월 7월 8월 9월 10월 11월 12월
- 전날:10월 11일 다음날:10월 13일 - 전달:9월 12일 다음달:11월 12일
- 양력:10월 12일
- 음력, 윤달